# Hertha Ayrtonová
Phoebe Sarah Hertha Ayrtonová (rodným jménem: Phoebe Sarah Marksová; 28. dubna 1854 Portsea Island – 26. srpna 1923 Bexhill-on-Sea) byla anglická elektroinženýrka, matematička, fyzička, vynálezkyně a sufražetka židovského původu. Byla oceněna Hughesovou medailí Královské společnosti za svou práci o elektrických obloucích a vlnkách v písku a na vodě. V roce 2010 vybrala porota složená z členek Královské společnosti a historiků vědy Ayrtonovou jako jednu z deseti nejvlivnějších britských žen v historii vědy.

## Život
Byla třetím dítětem židovského hodináře Leviho Markse, který do Anglie emigroval z ruského záboru Polska. Její matka Alice Theresa Mossová byla švadlena. Její otec zemřel v roce 1861 a zanechal po sobě sedm dětí a osmé bylo na cestě. Sarah pak převzala část zodpovědnosti za péči o mladší děti. 
Ve věku devíti let byla pozvána svými tetami, které provozovaly školu v severozápadním Londýně, aby žila se svými sestřenicemi a vzdělávala se u nich. Její bratranci ji zde pak přivedli k vědě a matematice. V šestnácti letech začala pracovat jako vychovatelka, ale svých vědeckých ambicí se nevzdala. S jejich naplněním jí velmi pomohla spisovatelka George Eliotová, která podpořila její přihlášku na Girton College na Cambridgeské univerzitě. Tam Ayrtonová studovala matematiku a fyziku. V roce 1880 složila matematický tripos, ale Cambridge jí neudělila akademický titul, protože v té době neudělovala ženám plné tituly. Ayrtonová poté složila externí zkoušku na Londýnské univerzitě, která jí v roce 1881 udělila titul bakaláře.
Ač byla vychovávána jako judaistka, na studiích se jako agnostička od náboženství otce odstřihla. Symbolem toho bylo i přijetí jména Hertha, podle stejnojmenné hrdinky básně Algernona Charlese Swinburna, která kritizovala organizované náboženství.
Po návratu do Londýna si vydělávala peníze vyučováním a vyšíváním, vedla klub pro pracující dívky a starala se o svou invalidní sestru. Učila matematiku na střední dívčí škole Notting Hill a Ealing High School. Byla také aktivní v řešení matematických problémů, mnohé její příspěvky byly publikovány v časopise Educational Times.  
V roce 1884 si nechala patentovat nový typ posuvného měřítka. Nástroj byl užitečný pro umělce, architekty i inženýry. Patentovou přihlášku finančně podpořily filantropka Louisa Goldsmidová a feministka Barbara Bodichonová (po smrti odkázala Ayrtonové celý svůj majetek). Vynález byl představen na Loan Exhibition of Women's Industries a získal velkou pozornost tisku. Až do své smrti si nechala Ayrtonová zaregistrovat 25 dalších patentů: 13 z nich v oblasti obloukových lamp a elektrod. Za první světové války vynalezla ručně ovládaný ventilátor, který měl vojáky částečně chránit před jedovatými plyny (armáda jich na západní frontě rozdala asi 100 000, byly známy jako "vějíř Ayrtonové"). 
V roce 1884 začala navštěvovat večerní kurzy o elektřině na Finsbury Technical College, které vedl profesor William Edward Ayrton, průkopník v elektrotechnice a člen Královské společnosti. Dne 6. května 1885 se za něj provdala a od té doby mu pomáhala s experimenty. Začala také svůj vlastní výzkum elektrického oblouku. 
V roce 1899 byla první ženou, která četla svůj vlastní článek před Institution of Electrical Engineers (IEE). Krátce poté byla zvolena první ženskou členkou tohoto sdružení. Další přijatou ženou byla až Dorothy Smithová v roce 1958. Požádala o možnost přečíst referát i před Královskou společností, ale nebylo jí to umožněno kvůli jejímu pohlaví. Její článek The Mechanism of the Electric Arc tak přečetl místo ní roku 1901 John Perry. Na Mezinárodním kongresu žen, který se konal v Londýně v roce 1899, předsedala sekci fyzikálních věd. Hovořila také na Mezinárodním elektrickém kongresu v Paříži v roce 1900. Její úspěch vedl Britskou asociaci pro rozvoj vědy k tomu, aby ženám umožnila sloužit ve všeobecných a sekčních výborech.  
V roce 1902 publikovala knihu The Electric Arc, shrnutí svého výzkumu o elektrickém oblouku. V reakci byla Johnem Perrym navržena za členku Královské společnosti. Návrh byla zamítnut Radou Královské společnosti s tím, že vdané ženy nejsou způsobilé být členkami. Nicméně v roce 1904 se stala první ženou, která mohla před Královskou společností přečíst článek (The Origin and Growth of Ripple Marks). Společnost jí roku 1906 udělila i Hughesovu medaili, jakožto první ženě v historii. Druhou se stala až roku 2008 Michele Doughertyová.  
Do hnutí za volební právo žen se zapojila již jako teenagerka a v roce 1907 pak vstoupila do Women's Social and Political Union. Byla členkou delegace vedené Emmeline Pankhurstovou, která se chtěla setkat roku 1910 s premiérem. V roce 1912 umožnila obžalované Christabel Pankhurstové převést na svůj účet její úspory, aby byly zachráněny před konfiskací. Hostila Pankhurstovou také v době po propuštění z vězení, kdy se zotavovala z následků nuceného krmení. Pankhurstová byla znovu zatčena přímo před jejím domem na cestě na pohřeb Emily Davisonové (která byla zabita policejním koněm na feministické demonstraci). 
Ayrtonová byla také blízkou přítelkyní Marie Curie-Sklodowské a její dceři Irène Curieové dávala lekce matematiky. Ačkoli Curie-Sklodowská obvykle odmítala podepisovat jakékoli petice, Ayrtonové se podařilo ji přesvědčit, aby podepsala protest proti věznění sufražetek. 
Závěr své vědecké kariéry věnovala výzkumu odstraňování škodlivých výparů z dolů a kanalizací. V roce 1919 pomohla založit Mezinárodní federaci univerzitních žen a v roce 1920 Národní unii vědeckých pracovníků. Zemřela na otravu krve v důsledku kousnutí hmyzem. 
Její dcera Barbara Bodichon Ayrtonová (pojmenovaná po výše uvedené mecenášce) se stala poslankyní britského parlamentu za Labouristickou stranu. Její vnuk Michael Ayrton se stal sochařem.